# Кулані
Ку́лані (ест. Kulani küla) — колишнє село в Естонії, на момент ліквідації належало до Пюрксіської сільської ради Гаапсалуського району (до жовтня 2017 року територія волості Ноароотсі, нині — волості Ляене-Ніґула повіту Ляенемаа).

## Населення
Чисельність населення в 1959 році становила 19 осіб, у 1970 році — 6 осіб.

## Географія
Село розташовувалося на півострові Ноароотсі (Noarootsi poolsaar) на північ від села Пюрксі.

## Історія
Під час адміністративної реформи 1977 року село Кулані було ліквідовано, а його територія відійшла до села Пюрксі.